# Скворцова, Ирина Олеговна
Ири́на Оле́говна Скворцо́ва (17 июля 1988, Москва) — российская бобслеистка, телеведущая,  в 2009 году -  член сборной России по бобслею. Имеет звание мастера спорта по лёгкой атлетике и бобслею.
После аварии на тренировке из-за тяжелейших травм вынуждена была уйти из профессионального спорта. Работает на телевидении.

## Биография

### Спортивная карьера
Ирина Скворцова родилась 17 июля 1988 года в Москве. Активно занималась спортом с раннего детства, бегала на спринтерские дистанции, в составе московской сборной по лёгкой атлетике принимала участие в летней спартакиаде учащихся России и в юношеском чемпионате мира, где бежала в программе 200 м. После окончания школы в 2005 году поступила в Российский государственный университет физической культуры, спорта, молодёжи и туризма. В 2008 году, не сумев добиться в лёгкой атлетике сколько-нибудь значимых результатов, решила попробовать себя в бобслее, прошла отбор в московскую экспериментальную команду «Сочи-2014». Год спустя в качестве разгоняющей пробилась в основной состав. Однако карьера бобслеистки длилась недолго, на Кубке мира, как и на Кубке Европы, спортсменка не успела провести ни одного заезда.

### Происшествие в Кёнигсзее
23 ноября 2009 года во время тренировочных спусков на санно-бобслейной трассе в немецком Кёнигсзее произошёл инцидент — судья дал команду начинать заезд мужской двойке Евгения Пашкова и Андрея Матюшко при зелёном сигнале на старте, в результате чего они на полной скорости врезались в стартовавший чуть раньше (на красный сигнал), перевернувшийся женский экипаж Надежды Филиной и Ирины Скворцовой. В результате столкновения Скворцова получила тяжелейшие травмы, была доставлена в местную больницу, а затем в университетскую клинику в Мюнхене. Ирина пробыла в ней четыре месяца, перенесла более пятидесяти сложнейших операций, в том числе на особенно пострадавшей правой ноге. Для оказания помощи в лечении и последующей реабилитации спортсменки был организован сбор денежных средств, за три месяца на специально открытые счета поступило более 500 тысяч рублей. По словам Ирины, значительную часть мышц удалили из-за плохого ухода в клинике.

### После происшествия
27 марта 2010 года Скворцову выписали из клиники в Мюнхене и для дальнейшего лечения перевели в реабилитационный центр в Кимзе. При выписке лечащий хирург Ирины признался ей, что она есть тот самый один случай из ста, когда люди выживают с такими травмами. 13 сентября Скворцова прилетела из Германии в Россию, сразу из аэропорта её отправили в Федеральный медико-биофизический центр имени А. И. Бурназяна для прохождения дальнейшей реабилитации. 11 октября в суде немецкого города Лауфен виновником происшедшего столкновения был признан немецкий арбитр Петер Хелль, давший российскому болиду команду стартовать несмотря на красный сигнал светофора. Виновный арбитр в соответствии с постановлением суда должен выплатить штраф в размере 3600 евро. В ноябре 2013 года СМИ сообщили, что судебное разбирательство в Германии по происшествию с Ириной Скворцовой завершилось мировым соглашением, по которому Ирина получит от Немецкого союза бобслея и скелетона (BSD) компенсацию в размере 650 тыс. евро.
В феврале 2011 года Ирина Скворцова смогла приехать на трассу в Кёнигсзее, чтобы поддержать выступление российской сборной на чемпионате мира по бобслею. За прошедшее после аварии время трасса подверглась ремонту, а участок, на котором произошло роковое столкновение, был полностью перестроен.

Полученные травмы не позволяли продолжить занятия бобслеем, поэтому Скворцова перешла в тележурналистику. Некоторое время работала на Первом канале в передаче «Армейский магазин», где брала интервью у разных известных людей, потом в 2012 году при содействии Нины Зверевой перешла на канал «Россия-1», где устроилась работать редактором. Совместно с Виктором Гусевым дважды вела ежегодную церемонию награждения спортивных журналистов. Также в 2012 году наконец окончила РГУФК, отучившись там в общей сложности семь лет, защитила диплом на тему «Применение легкоатлетических тренировочных элементов в подготовке бобслеистов».
В 2014 году вошла в Общественную палату РФ. Была заместителем председателя комиссии по охране здоровья, физической культуре и популяризации здорового образа жизни.
Ирина Скворцова была одним из первых факелоносцев эстафеты Олимпийского огня зимних Олимпийских игр 2014: по её словам, члены оргкомитета предложили Ирине пройти маршрут протяжённостью 200 м, что для неё во время реабилитации было крайне тяжёлым. На церемонии открытия Олимпийских игр в Сочи была в ложе почётных гостей рядом с Президентом России.